# Суарес, Татьяна
Татья́на Яди́ра Суа́рес Пади́лья (исп. Tatiana Yadira Suarez Padilla; род. 19 декабря 1990, Азуса, Калифорния) — американская спортсменка, ранее выступавшая по вольной борьбе, ныне — боец смешанных единоборств, выступающая под эгидой UFC. Победительница 23-го сезона бойцовского реалити-шоу The Ultimate Fighter в минимальном весе. Занимает 2 строчку рейтинга UFC в минимальном весе и 11 среди лучших бойцов-женщин независимо от весовой категории (англ. pound-for-pound).

## Биография
Родилась в семье мексиканцев. Начала заниматься борьбой до своего четвёртого дня рождения, подражая старшему брату. Татьяна настояла на том, чтобы мать разрешила ей тоже заняться этим видом спорта. Окончила школу Нортвью, затем поступила в Университет Линденвуда. Двукратный бронзовый призёр чемпионатов мира по вольной борьбе. Чемпион США-2011 в весовой категории до 55 кг.
Во время подготовки к летним Олимпийским играм 2012 года в Лондоне получила травму шеи, из-за которой пропустила соревнование. МРТ и компьютерная томография помимо травмы выявили раковую опухоль щитовидной железы. Татьяна прошла лучевую терапию, ей удалили щитовидную железу и несколько лимфатических узлов.
После лечения стала заниматься бразильским джиу-джитсу, а с 2013 года — смешанными единоборствами. Двукратная чемпионка мира по бразильскому джиу-джитсу среди белых и синих поясов.

## Карьера в смешанных единоборствах
Ранняя карьера
Суарес дебютировала в любительском ММА в феврале 2014 года, победив Элизабет Родригес техническим нокаутом в первом раунде. Через месяц она вновь вышла в клетку, победила Джессику Прайор единогласным решением судей и приняла решение стать профессиональным бойцом.
Дебютный бой Татьяны по профи состоялся в июле 2014 года в Gladiator Challenge. Победив Тайру Паркер единогласным решением, она завоевала вакантный пояс чемпиона организации в наилегчайшем весе. Уже в апреле 2015 года победила Каролину Альварес болевым приёмом «рычаг локтя», а в августе того же года — Арлин Кобан техническим нокаутом во втором раунде.
The Ultimate Fighter
Суарес стала участницей 23-го сезона бойцовского реалити-шоу The Ultimate Fighter. После победы единогласным решением судей в отборочном раунде над Челси Бейли была выбрана первым номером команды тренера-бразильянки Клаудии Гадельи.
Татьяна в четвертьфинале встретилась с первым номером команды Йоанны Енджейчик и ветераном организации Invicta FC Джей Джей Олдричем. Суарес победила во втором раунде удушающим приёмом сзади и вышла в полуфинал.
Полуфинальный поединок против сокомандницы Кейт Джексон тоже не вышел конкурентным — Татьяна победила в первом раунде удушающим приёмом «гильотина» и вышла в финал реалити-шоу.
Ultimate Fighting Championship
8 июля 2016 года в рамках финала 23-го сезона The Ultimate Fighter дебютировала в UFC. Суарес задушила Аманду Купер приёмом Д’Арс в первом раунде, стала победительницей реалити-шоу и была вознаграждена денежным бонусом в размере 50 тысяч долларов за «Выступление вечера».
9 декабря 2016 года на турнире UFC Fight Night: Льюис vs. Абдурахимов должна была встретиться с Джулианой Лимой, но получила травму и её заменила Джей Джей Олдрич.
11 ноября 2017 года на турнире UFC Fight Night: Порье vs. Петтис ей противостояла Вивиан Перейра. Суарес одолела бразильянку единогласным решением судей (30-27, 30-27, 30-26).
19 мая 2018 года на турнире UFC Fight Night: Майя vs. Усман в Чили задушила за половину раунда мексиканку Алексу Грассо.
8 сентября 2018 года на UFC 28 в Далласе отправила в технический нокаут в самом конце третьего раунда Карлу Эспарзу.
8 июня 2019 года на UFC 238 в Чикаго победила единогласным решением судей (29-28, 29-28, 29-28) Нину Ансарофф.
25 сентября 2021 года на UFC 266 после перерыва более чем в два года должна была встретиться с Роксанн Модаффери в наилегчайшем весе, однако Суарес снялась с турнира из-за травмы и ее заменила бразильянка Тайла Сантус.
25 февраля 2023 года после перерыва в три с половиной года Суарес вернулась на UFC Fight Night: Мунис vs. Аллен. Татьяна одолела в бою наилегчайшего веса Монтану де ла Росу удушающим приёмом «гильотина» и во второй раз в карьере была удостоена бонуса за «Выступление вечера».
5 августа 2023 года на турнире UFC on ESPN: Сэндхэген vs. Фонт в бою в минимальном весе ей должна была противостоять Вирна Жандироба, однако 20 июня стало известно, что бразильянка получила травму колена и ее заменила соотечественница Жессика Андради. Суарес вновь победила удушающим приёмом «гильотина» во втором раунде и вновь получила бонус за «Выступление вечера».

## Титулы и достижения
Gladiator Challenge
- Чемпион Gladiator Challenge в наилегчайшем весе (один раз).

The Ultimate Fighter
- Победительница TUF 23 в минимальном весе (один раз).

Ultimate Fighting Championship
- Бонус за «Выступление вечера» (три раза): против Аманды Купер, Монтаны де ла Росы и Жессики Андради.

## Статистика боёв в профессиональном ММА
По данным Sherdog:
| Боёв 12  | Побед 11 | Поражений 1 |
| -------- | -------- | ----------- |
| Нокаутом | 2        | 0           |
| Сдачей   | 6        | 0           |
| Решением | 3        | 1           |

| Результат | Рекорд | Соперник           | Способ                      | Турнир                                         | Дата            | Раунд | Время | Место                         | Примечание                                                                             |
| --------- | ------ | ------------------ | --------------------------- | ---------------------------------------------- | --------------- | ----- | ----- | ----------------------------- | -------------------------------------------------------------------------------------- |
| Поражение | 11-1   | Чжан Вэйли         | Единогласное решение        | UFC 312                                        | 8 февраля 2025  | 5     | 5:00  | Сидней, Австралия             | Бой за пояс чемпиона UFC в минимальном весе                                            |
| Победа    | 11-0   | Жессика Андради    | Удушающий приём (гильотина) | UFC on ESPN: Сэндхэген vs. Фонт                | 5 августа 2023  | 2     | 1:31  | Нэшвилл, Теннесси, США        | Возвращение в минимальный вес. «Выступление вечера» (3)                                |
| Победа    | 10-0   | Монтана де ла Роса | Удушающий приём (гильотина) | UFC Fight Night: Мунис vs. Аллен               | 25 февраля 2023 | 2     | 2:51  | Лас-Вегас, Невада, США        | Возвращение в наилегчайший вес. «Выступление вечера» (2)                               |
| Победа    | 9-0    | Нина Ансарофф      | Единогласное решение        | UFC 238                                        | 8 июня 2019     | 3     | 5:00  | Чикаго, Иллинойс, США         |                                                                                        |
| Победа    | 8-0    | Карла Эспарза      | Технический нокаут (удары)  | UFC 228                                        | 8 сентября 2018 | 3     | 4:33  | Даллас, Техас, США            |                                                                                        |
| Победа    | 7-0    | Алекса Грассо      | Удушающий приём (сзади)     | UFC Fight Night: Майя vs. Усман                | 19 мая 2018     | 1     | 2:44  | Сантьяго, Чили                |                                                                                        |
| Победа    | 6-0    | Вивиан Перейра     | Единогласное решение        | UFC Fight Night: Порье vs. Петтис              | 11 ноября 2017  | 3     | 5:00  | Норфолк, Виргиния, США        |                                                                                        |
| Победа    | 5-0    | Аманда Купер       | Удушающий приём (д’Арс)     | The Ultimate Fighter 23: Енджейчик vs. Гаделья | 8 июля 2016     | 1     | 3:43  | Лас-Вегас, Невада, США        | Победительница турнира TUF 23 в минимальном весе. «Выступление вечера».                |
| Победа    | 4-0    | Кейт Джексон       | Удушающий приём (гильотина) | The Ultimate Fighter 23: Енджейчик vs. Гаделья | 7 июля 2016     | 1     | 2:52  | Лас-Вегас, Невада, США        | Полуфинал TUF 23                                                                       |
| Победа    | 3-0    | Арлин Кобан        | Технический нокаут (удары)  | Gladiator Challenge                            | 22 августа 2015 | 2     | 0:48  | Сан-Джасинто, Калифорния, США |                                                                                        |
| Победа    | 2-0    | Каролина Альварес  | Болевой приём (рычаг локтя) | Gladiator Challenge                            | 11 апреля 2015  | 1     | 2:01  | Сан-Джасинто, Калифорния, США | Бой в промежуточном весе 54,5 кг                                                       |
| Победа    | 1-0    | Тайра Паркер       | Единогласное решение        | Gladiator Challenge                            | 19 июля 2014    | 3     | 5:00  | Ранчо-Мираж, Калифорния, США  | Дебют в ММА. Завоевала вакантный пояс чемпиона Gladiator Challenge в наилегчайшем весе |

## Статистика выставочных боёв по ММА
| Боёв 2   | Побед 2 | Поражений 0 |
| -------- | ------- | ----------- |
| Сдачей   | 1       | 0           |
| Решением | 1       | 0           |

| Результат | Рекорд | Соперник         | Способ                  | Турнир         | Дата                                           | Раунд | Время | Место                  | Примечание              |
| --------- | ------ | ---------------- | ----------------------- | -------------- | ---------------------------------------------- | ----- | ----- | ---------------------- | ----------------------- |
| Победа    | 2-0    | Джей Джей Олдрич | Удушающий приём (сзади) | 3 мая 2016     | The Ultimate Fighter 23: Енджейчик vs. Гаделья | 2     | 3:14  | Лас-Вегас, Невада, США | Четвертьфинал TUF 23    |
| Победа    | 1-0    | Челси Бейли      | Единогласное решение    | 20 апреля 2016 | The Ultimate Fighter 23: Енджейчик vs. Гаделья | 2     | 5:00  | Лас-Вегас, Невада, США | Отборочный раунд TUF 23 |

## Статистика боёв в любительском ММА
| Боёв 2   | Побед 2 | Поражений 0 |
| -------- | ------- | ----------- |
| Нокаутом | 1       | 0           |
| Решением | 1       | 0           |

| Результат | Рекорд | Соперник          | Способ                     | Турнир                  | Дата           | Раунд | Время | Место                         | Примечание |
| --------- | ------ | ----------------- | -------------------------- | ----------------------- | -------------- | ----- | ----- | ----------------------------- | ---------- |
| Победа    | 2-0    | Джессика Прайор   | Единогласное решение       | Spartan Spar Promotions | 7 марта 2014   | 3     | 2:00  | Инглвуд, Калифорния, США      |            |
| Победа    | 1-0    | Элизабет Родригес | Технический нокаут (удары) | Armoured Wings 14       | 8 февраля 2014 | 1     | 1:19  | Лос-Анджелес, Калифорния, США |            |